# Henneguya zahoori
Henneguya zahoori is een microscopische parasiet uit de familie Myxobolidae. Henneguya zahoori werd in 1964 beschreven door Bhatt & Siddiqui. 